# The Monochrome Set

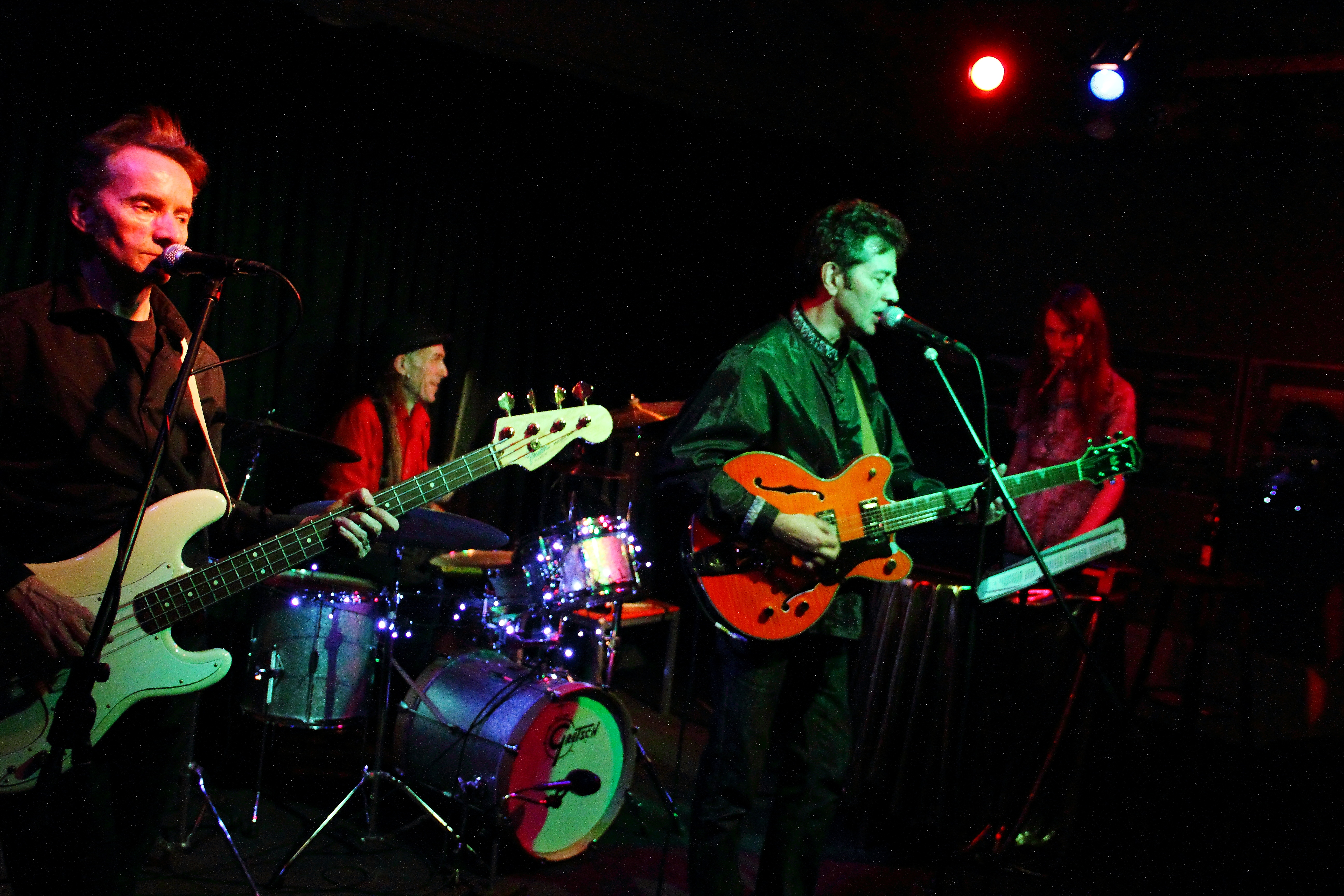
The Monochrome Set im club W71, 2016

The Monochrome Set ist eine englische New-Wave-Band, die 1978 in Hornsey (London) gegründet wurde. Als „Kultband“ apostrophiert, vermischt sie unterschiedliche Musikstile, darunter Pop, Ska, Folk und weißen Soul. Namhafte Bands wie The Smiths, Franz Ferdinand und Belle and Sebastian ließen sich von ihr beeinflussen.

## Geschichte

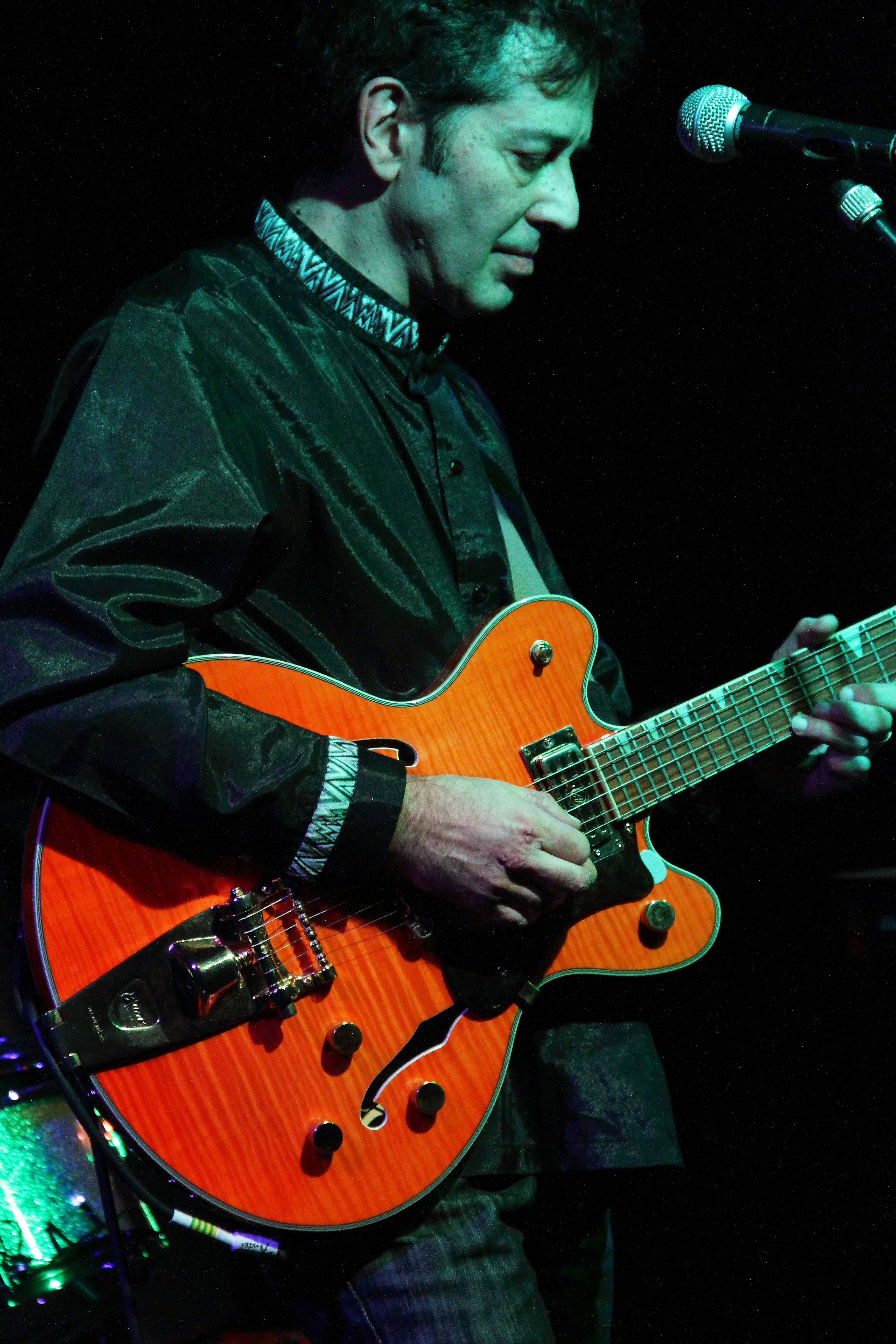
Bandleader, Sänger und Gitarrist Bid

The Monochrome Set wurde von dem Sänger Bid und dem Gitarristen Lester Square gegründet. Lester Square kam von den B-Sides, die sich kurz zuvor in Adam & the Ants umbenannten. Am Schlagzeug saß John Haney, der Bassist dagegen wechselte anfangs mehrfach.
Unter dem Label Rough Trade Records veröffentlichte die Band 1979 drei Singles: He’s Frank, Eine Symphonie des Grauens und The Monochrome Set. 1980 erschien ihr erstes Studioalbum Strange Boutique bei DinDisc. Zu der Zeit spielte Andy Warren, zuvor bei Adam Ant, den Bass. Noch im selben Jahr wurde das zweite Album Love Zombies, ebenfalls bei DinDisc, veröffentlicht.
1982 wechselte die Band zu Cherry Red Records, dort erschien das dritte Album unter dem Titel Eligible Bachelors. Zeitgleich gab es diverse Umbesetzungen. Cherry Red veröffentlichte 1983 das Album Volume, Contrast, Brilliance... mit älteren und bisher unveröffentlichten Aufnahmen. Anschließend erschienen einige Singles, bevor 1985 unter dem Label Blanco y Negro Records, das Album The Lost Weekend auf den Markt gebracht wurde. Da der kommerzielle Erfolg ausblieb, löste sich die Band auf. Nur vereinzelt begleitete die Band noch Jessica Griffin mit ihrer Band Would-Be-Goods, bei der Aufnahme ihres ersten Albums The Camera Loves Me.
1990 taten sich Bid, Square und Warren wieder zusammen. An den Keyboards saß Orson Presence, Schlagzeuger war Mike Slocombe, der aber bald durch Trevor Ready ersetzt wurde. Sie waren insbesondere in Japan erfolgreich. In dieser Periode spielten sie einige Alben ein und es erschienen verschiedene Kompilationen und Singles, bevor die Band 1998 pausierte. Einer der Gründungsmitglieder, Bid, veröffentlichte kurz darauf unter dem Bandnamen Scarlet’s Well diverse Alben.
Am 8. Oktober 2008 traten The Monochrome Set bei der Feier zum 30-jährigen Bestehen von Cherry Red einmalig wieder auf. Die Band selbst konnte ebenfalls auf 30 Jahre Bandgeschichte zurückblicken. Neben Bid, Warren und Square, spielten Jennifer Denitto (Schlagzeug) und Sian Dada (Keyboards) von Scarlet’s Well.
Seit 2011 tourt die Band wieder regelmäßig und produziert neue Alben. Auf ihrer Tour 2016 bestand die Band aus Bid, Andy Warren (b), Mike Slocombe (dr) und John Paul Moran (key).

## Diskografie

### Studioalben
- 1980: Strange Boutique (Dindisc)
- 1980: Love Zombies (Dindisc)
- 1982: Eligible Bachelors (Cherry Red)
- 1985: The Lost Weekend (Blanco Y Negro)
- 1990: Dante’s Casino (Vinyl Japan)
- 1991: Jack (Honeymoon)
- 1993: Charade (Cherry Red)
- 1994: Misère (Cherry Red)
- 1995: Trinity Road (Cherry Red)
- 1995: I Love Lambeth (Cherry Red)
- 2012: Platinum Coils (Disquo Bleu)
- 2013: Super Plastic City (Disquo Bleu)
- 2015: Spaces Everywhere (Tapete Records)
- 2016: Cosmonaut (Tapete Records)

### Kompilationen
- 1983: Volume, Contrast, Brilliance … (Sessions & Singles Vol. 1) (Cherry Red)
- 1988: Westminster Affair (Bande Originale Du Film) (Él)
- 1988: Colour Transmission (Virgin)
- 1992: What a Whopper! (Richmond Records)
- 1995: Tomorrow Will Be Too Long – The Best of The Monochrome Set (Caroline Records)
- 1995: Black & White Minstrels 1975–1979 (Cherry Red)
- 1996: Compendium 75–95 (Cherry Red)
- 1997: Chaps (Recall, DoCD)
- 2000: The Best of The Monochrome Set (Cherry Red)
- 2008: The Independent Singles Collection (Cherry Red)
- 2010: Early Recordings: 1975–1977 White Noise (Captured Tracks)
- 2016: Volume, Contrast, Brilliance (Unreleased & Rare, Vol. 2) (Tapete)

### Live-Alben
- 1993: Live (Code 90)
- 2013: M-80 (Wienerworld)

### Video-Alben
- 2002: The Monochrome Set (Classic Rock Productions)
- 2006: Destiny Always Calls Twice (Cherry Red Films)
- 2013: M-80 (Winerworld)

### Singles
- 1979: He’s Frank/Alphaville (Rough Trade)
- 1979: He’s Frank (Slight Return)/Silicon Carne/Fallout (Rough Trade, Disquo Bleu)
- 1979: The Monochrome Set/Mr. Bizarro (Rough Trade)
- 1979: Eine Symphonie des Grauens/Lester Leaps In (Rough Trade)
- 1980: 405 Lines/Goodbye Joe (Dindisc)
- 1980: The Strange Boutique/Surfing S.W.12 (Dindisc)
- 1980: Apocalypso/Fiasco Bongo (Dindisc)
- 1981: Ten Don’ts for Honeymooners/Straits of Malacca (PRE Records)
- 1982: The Mating Game/J.D.H.A.N.E.Y (Cherry Red)
- 1982: Cast a Long Shadow/The Bridge (Cherry Red)
- 1983: The Jet Set Junta/Love Goes Down the Drain/Noise (Eine Kleine Symphonie) (Cherry Red)
- 1984: Jacob’s Ladder/Andiamo (Blanco Y Negro)
- 1985: Wallflower/Big Ben Bongo (Blanco Y Negro)
- 1991: Killing Dave/House of God (live) (Honeymoon)
- 1993: Forever Young/Hurting You/Little Noises (Cherry Red)
- 2015: Iceman (Tapete, nur als Download)